# Analisoma
Az Analisoma a madarak osztályának verébalakúak (Passeriformes) rendjébe és a tüskésfarúfélék (Campephagidae) családjába tartozó nem.
 Egyes szervezetek ezeket a fajokat a Coracina nembe sorolják.

## Rendszerezésük
A nemet Mathews írta le 1928-ban, az alábbi fajok tartoznak ide:
- Analisoma anale vagy Coracina analis
- Analisoma coerulescens vagy Coracina coerulescens
- fehérszárnyú kakukkgébics (Analisoma ostentum vagy Coracina ostenta)